# Асебедо
Асебедо (ісп. Acebedo) — муніципалітет в Іспанії, у складі автономної спільноти Кастилія-і-Леон, у провінції Леон. Населення — 264 особи (2010).
Муніципалітет розташований на відстані близько 310 км на північ від Мадрида, 60 км на північний схід від Леона.
На території муніципалітету розташовані такі населені пункти: (дані про населення за 2010 рік)
- Асебедо: 142 особи
- Льєгос: 65 осіб
- Ла-Унья: 57 осіб

## Демографія
Динаміка населення (INE ):